# Шталенков Михайло Олексійович
Михайло Шталенков (рос. Михаил Алексеевич Шталенков, нар. 20 жовтня 1965, Москва) — колишній російський хокеїст, що грав на позиції воротаря. Грав за збірну команду СРСР та СНД.
Олімпійський чемпіон. 

## Ігрова кар'єра
Вихованець московського «Динамо». Чемпіон СРСР серед молодіжних команд 1984 року. Його партнерами у тому складі були Андрій Віттенберг, Олексій Амелін, Андрій Вахрушев, Олег Марінін.
Хокейну кар'єру розпочав 1985 року.
1993 року був обраний на драфті НХЛ під 108-м загальним номером командою «Анагайм Дакс». 
Протягом професійної клубної ігрової кар'єри, що тривала 18 років, захищав кольори команд «Динамо» (Москва) (СРСР), «Мілвокі Едміралс», «Сан-Дієго Гуллс», «Анагайм Дакс», «Едмонтон Ойлерс», «Фінікс Койотс» та «Флорида Пантерс».
Тричі ставав чемпіоном СРСР у складі московського «Динамо» — 1990, 1991 та 1992.
Виступав за збірну СРСР та СНД.

## Статистика
| Рік  | Команда | Турнір | Місце    | І | В | П | Н / OT | Хв  | ПГ | ІБГ | ПГA  | %ВК  |
| ---- | ------- | ------ | -------- | - | - | - | ------ | --- | -- | --- | ---- | ---- |
| 1991 | СРСР    | КК     | 5-е      | 5 | 1 | 2 | 1      | 276 | 11 | 0   | 2.39 |      |
| 1992 | СНД     | ОІ     | 1        | 8 | 7 | 1 | 0      | 440 | 12 | 1   | 1.64 | .906 |
| 1996 | Росія   | КС     | Півфінал | 0 |   |   |        |     |    |     |      |      |
| 1998 | Росія   | ОІ     | 2        | 5 | 4 | 1 | 0      | 290 | 8  | 0   | 1.65 | .923 |